# Nikolaj Markin
Nikolaj Grigorjevitj Markin (ryska: Николай Григорьевич Маркин), född 21 maj 1893 i Russki Syromjas, guvernementet Penza i Kejsardömet Ryssland, död 1 oktober 1918 i Krasnij Bor i Ryska SFSR, var en sjöman och revolutionär som deltog i Oktoberrevolutionen och ryska inbördeskriget. Markin hade en personlig vänskapsrelation med Röda arméns grundare Lev Trotskij, som talar gott om Markin i sina memoarer.

## Biografi
Markin växte upp i en bondefamilj i Russki Syromjas. 1910 fängslades han i åtta månader. 1914 kallades han in till militärtjänst, där han utbildades till officerare i Östersjöflottan i Kronstadts marinbas. 1916 gick han med i Rysslands socialdemokratiska arbetareparti.
Markin tog aktivt del av Februarirevolutionen. Han var medlem i Bolsjevikernas Kronstadt-kommitté, Kronstadtsovjeten samt Petrogradsovjeten som representant för Östersjöflottans matroser. Från april 1917 hade han varit en av Lenins livvakter. Under sommaren 1917 valdes han även in i Allryska centrala verkställande kommittén. Efter Oktoberrevolutionen organiserade han och Ivan Zalkind tolkningen och publiceringen av de hemliga dokument som stulits av revolutionärer från Utrikesdepartementets arkiv.
När Lev Trotskij utnämndes till folkkommissar för utrikes frågor saboterades han av motståndare som bland annat låste skåp och dörrar för att försvåra Trotskijs arbete. Till följd av detta bad Trotskij Markin att åtgärda situationen, vilket denne gjorde genom diktatoriska metoder. Som tack utnämndes Markin till sekreterare för Folkkommissariatet för utrikes frågor. Enligt Trotskij var Markin under denna tid inofficiellt folkkommissar för utrikes frågor, då Trotskij själv var ute i fält.
Markin skickades till Nizjnij Novgorod i juni 1918, där han formade Volgaflottan. I september 1918 stred han mot Vita armén i Slaget om Kazan. Den 1 oktober 1918, mitt under ett spaningsuppdrag på Kama, i Krasny Bor, hamnade Markins skepp Vanya i ett bakhåll. Markin sjönks med skeppet.
I TV-serien Trotskij (2017) antyds det att Trotskij avsiktligt lät Markin dö, men detta är starkt disputerat.

## Minnesmärken
- Markins födelseort Russki Syromjas döptes 1960 om till Markino.
- I Astrachan, Kazan och Sankt Petersburg finns Markingatan.
- Det finns ett minnesmärke till Markins ära i Viborg.
- I TV-serien Trotskij (2017) spelas Markin av Artyom Bystrov.